# Bobby-la-Science
Pour les articles homonymes, voir Bobby.
Bobby-la-Science (Encyclopedia Brown dans sa version originale) est une série de livres jeunesse mettant en vedette les aventures d'un garçon détective, appelé Bobby-la-Science pour son intelligence et son éventail de connaissances. 
La série originale de 29 romans a été écrite (dont un tome co-écrit) par Donald J. Sobol. Le premier livre de la série a été publié en 1963, et le dernier publié à titre posthume en 2012. En France, 5 livres ont été publiés par Hachette dans la collection Bibliothèque rose. La série Bobby-la-Science a donné naissance aux États-Unis à une bande dessinée, une série télévisée, des livres puzzle et des livres-jeux. 

## Style
Chaque livre de la série peut se lire de façon indépendante, le lecteur n'est pas obligé d'avoir lu les tomes antérieurs pour en comprendre l'intrigue. Les personnages principaux, les cadres, etc. sont généralement présentés (ou réintroduits) dans chaque ouvrage. 
En France, les livres sont subdivisés en un certain nombre - seize - d'histoires courtes (éventuellement liées entre elles), chacune présentant un mystère. Les mystères sont destinés à être résolus par le lecteur, grâce au placement d'une incohérence logique ou factuelle quelque part dans le texte. Bobby, son père ou Sally Kimball résolvent invariablement le mystère en révélant cette incohérence, dans la section Solutions placée à la fin du livre. Ce procédé est similaire à celui qui est utilisé dans une autre série de livres de Donald Sobol : Two-Minute Mysteries.  

## Formule
Souvent, ces livres suivent une formule où, dans le premier chapitre, Bobby résout une affaire pendant un dîner avec son père, le chef de la police locale de la ville balnéaire fictive d'Idaville. Lorsque le chef Brown goûte à peine son repas, c'est le signe qu'on lui a confié un cas difficile. Il sort son dossier et le passe en revue avec la famille. Bobby résout ces cas en fermant brièvement les yeux pendant qu'il réfléchit profondément, puis en posant une seule question qui le conduit directement à trouver la solution. 
Le deuxième mystère débute souvent dans le garage Brown sur Rover Avenue, où Bobby a mis en place sa propre agence de détective pour aider les enfants du quartier à résoudre les cas pour « 25 cents par jour, plus les frais - Aucune affaire n'est trop petite ». Ce deuxième cas implique généralement Jojo-le-Pou (Bugs Meany en version originale), une petite frappe chef d'une bande qui se fait appeler les Tigres et qui, après avoir été déjoué, tentera de se venger dans le troisième mystère. 
Dans le troisième mystère, l'intrigue implique la partenaire, amie proche et garde du corps de Bobby, Sally Kimball, seule personne de moins de 14 ans à résister physiquement à Jojo. Elle est la seule raison pour laquelle ni Jojo ni aucun de ses Tigres n'essaient jamais d'attaquer physiquement Bobby. Bobby a tendance à détester tous ceux pour qui Sally aurait le béguin, indiquant peut-être qu'il l'aime. Dans le premier tome de la série, Sally a tenté de prouver à Bobby qu'elle était plus intelligente que lui en lui présentant un mystère de sa propre création. Ironiquement, le concours a lieu au club des Tigres, avec Jojo et les autres pour encourager Bobby. Cependant, Sally a été battue lors du concours (bien que Bobby ait admis qu'elle l'avait presque trompé), après quoi elle est devenue son amie. Dans les scénarios suivants, Jojo ou son gang mettent généralement en place une sorte de piège pour mettre Bobby ou Sally en difficulté. Toutefois, comme pour le mystère précédent, ils font une erreur clé que Bobby expose. 
Les affaires ultérieures peuvent trouver Bobby aidant son père sur une scène de crime (rarement plus grave que le larcin, et Bobby est toujours discret lorsqu'il aide son père) ou interagissant avec des habitants d'Idaville et dénonçant des escroqueries. On peut citer en exemple le cas de Wilford Wiggins, déscolarisé du lycée et escroc en devenir, qui passe son temps à essayer d'échafauder des plans pour arnaquer des enfants et leur prendre leur argent. Comme pour Jojo, ses plans ont tous une incohérence que Bobby expose. 
Dans certains cas, c'est Sally et non Bobby qui le découvre car, comme elle le dit à Bobby, « tu es un garçon ». En d'autres termes, elle remarque des choses que seule une fille trouverait incohérentes. Sally démontre en outre son intelligence durant plusieurs mystères, dans lesquels elle déduit qui a commis le crime ou détecte qu'une personne ment, mais sans qu'elle soit capable de le prouver. 

### Personnages récurrents
- Chef Brown, père de Bobby et chef de la police d'Idaville
- Madame Brown, la mère de Bobby.
- Sally Kimball, amie de Bobby, partenaire commercial et garde du corps
- Les amis de Bobby: 
  - Charlie Stewart, qui collectionne les dents d'animaux
  - Cicero Sturgess, le premier comédien enfant d'Idaville
  - Benny Breslin, dont le ronflement bruyant se révèle souvent être une nuisance dans les campings
  - Pablo Pizarro, le premier artiste enfant d'Idaville
  - Tyrone Taylor
  - Pinky Plummer
  - Billy et Jody Turner
  - Herb Stein
  - Mort Fangs Liveright, qui peut ouvrir une bouteille de bière avec ses dents
- Antagonistes principaux: 
  - Les Tigres: brutes de quartier dont le club est un garage inutilisé derrière le magasin de carrosserie de M. Sweeney. L'auteur les présente fréquemment en utilisant un nom différent comme une insulte, par exemple : « Ils se faisaient appeler les Tigres. Ils auraient dû s'appeler les alpinistes. Ils n'étaient jamais au niveau ». 
    - Jojo-le-Pou (le leader de la bande)
    - Duke Kelly
    - Rocky Graham
    - Spike Larsen
    - Ike Cassidy
    - Dutch Kuller
    - Rowdy Quilp
    - Carl Higgensbottom
    - Rusty Malone
    - Moine Walsh
    - Mugsy Moonsooner
    - Jimbo Dawson
    - Roscoe Tenn
    - Jess Rae

  - Wilford Wiggins, un jeune déscolarisé qui essaie toujours d'amener les enfants à investir dans différents programmes afin de «devenir riche rapidement», mais il est inévitablement contrecarré par Bobby.

## Publication en France
Les livres de Bobby la Science par ordre de publication chez Hachette en France sont : 
1. Les énigmes de Bobby-la-Science (1973)
2. Bobby-la-Science et les 40 voleurs (1974)
3. Bobby-la-Science a des problèmes (1975)
4. Bobby-la-Science traque et trouve (1975)
5. Bobby-la-Science et les filous (1976)

Ils ont été illustrés par Daniel Billon.

## Bande dessinée
Du 3 décembre 1978 au 20 septembre 1980, Encyclopedia Brown était aux États-Unis une bande dessinée quotidienne et dominicale publiée par Universal Press Syndicate. L'œuvre a été réalisée par Frank Bolle, et Donald J. Sobol a été crédité comme écrivain.  

## Héritage
Les livres de Bobby-la-Science ont connu une popularité durable. 
En 1976, les Mystery Writers of America ont honoré Sobol et sa série Encyclopedia Brown avec un prix Edgar spécial.  
Les enseignants ont utilisé Bobby-la-Science dans les salles de classe pour enseigner aux élèves des compétences telles que la rédaction de rapports. En 1986, la Society for Visual Education, Inc. a publié une série de pellicules, produite et écrite par Lynne V. Gibbs, accompagnée de cassettes audio et de cahiers d'exercices à l'usage des écoles élémentaires et intermédiaires. Les quatre histoires suivantes de Bobby-la-Science ont été utilisées : le cas de la statue manquante, le cas du neveu heureux, le cas des cochons kidnappés et le cas du tireur de marbre. Selon la liste du catalogue de la bibliothèque de WorldCat, « Comme super-détective Bobby résout quatre mystères, il montre aux élèves comment il remplit ses rapports, y compris la sélection d'un sujet, la collecte d'informations, la prise de notes, la création d'un plan, la révision et l'édition ». 

## Adaptations

### Série télévisée sur HBO
Une série télévisée, appelée aussi Encyclopédie Brown, a été diffusée sur HBO à partir de 1989. Scott Bremner y joue le rôle titre, avec Laura Bridge jouant Sally. La série a duré un peu plus de 10 épisodes. Elle a été produite par Howard David Deutsch et réalisée par Savage Steve Holland,. Certaines parties de la série ont été tournées à Provo, dans l'Utah. 

### Film
En juin 2013, Warner Bros. a adapté les livres de Bobby-la-Science dans un long métrage. Matt Johnson était en pourparlers pour écrire le film. Roy Lee et Howard David Deutsch (producteur de la série télévisée 1989 Encyclopedia Brown ) et Jonathan Zakin ont été annoncés comme producteurs. 